# Bill Maher
William Maher (New York, 1956. január 20.–) Primetime Emmy-díjas amerikai humorista, színész, politikai kommentátor és televíziós műsorvezető. 
Maher politikai szatirikus és társadalompolitikai kommentárjairól ismert. Számos témát vesz célba, többek között a vallást, a politikai korrektséget és a tömegmédiát. Valláskritikai nézetei szolgáltak a 2008-as Religulous című dokumentumfilm alapjául. Támogatja az állatok jogait, 1997 óta tagja a PETA vezetőségének, és a Project Reason tanácsadó testületének. Maher támogatja a kannabisz legalizálását, a NORML tanácsadó testületének tagja volt.
2005-ben Maher a 38. helyen szerepelt a Comedy Central minden idők 100 legjobb stand-up komikusa között. 2010. szeptember 14-én megkapta a Hollywood Walk of Fame csillagát. Maher 2014-ben Primetime Emmy-díjat nyert a Vice – Félelmetes, furcsa, abszurd executive producereként végzett munkájáért.

## Élete
Maher New Yorkban született. Édesapja, William Aloysius Maher Jr. hírszerkesztő és rádiós bemondó volt, édesanyja, Julie Maher (született Berman) pedig ápolónő. Ír-amerikai apja római katolikus vallásban nevelkedett. Egészen tizenéves koráig nem tudta, hogy édesanyja, akinek családja Magyarországról származott, zsidó volt. Mivel nem értett egyet a katolikus egyház születésszabályozásról szóló tanításával, Maher apja tizenhárom éves korában abbahagyta Maher és nővére katolikus templomba járatását.
Maher a New Jersey állambeli River Vale-ben nőtt fel, és a Montvale-i Pascack Hills High Schoolban érettségizett 1974-ben. Ezután a Cornell Egyetemre járt, ahol angol és történelem szakon végzett, és 1978-ban diplomázott. Maher azt mondta: "A fű eladása lehetővé tette számomra, hogy elvégezzem a főiskolát, és elég pénzt keressek ahhoz, hogy elkezdhessem a komédiázást".

## Befolyások
Maher elmondta, hogy többek között Lenny Bruce, Woody Allen, Steve Allen, Johnny Carson, Robert Klein és George Carlin voltak rá hatással.
Olyan humoristák mondták, hogy Maher hatással volt rájuk, mint Chris Rock és Seth MacFarlane.

## Magánélete

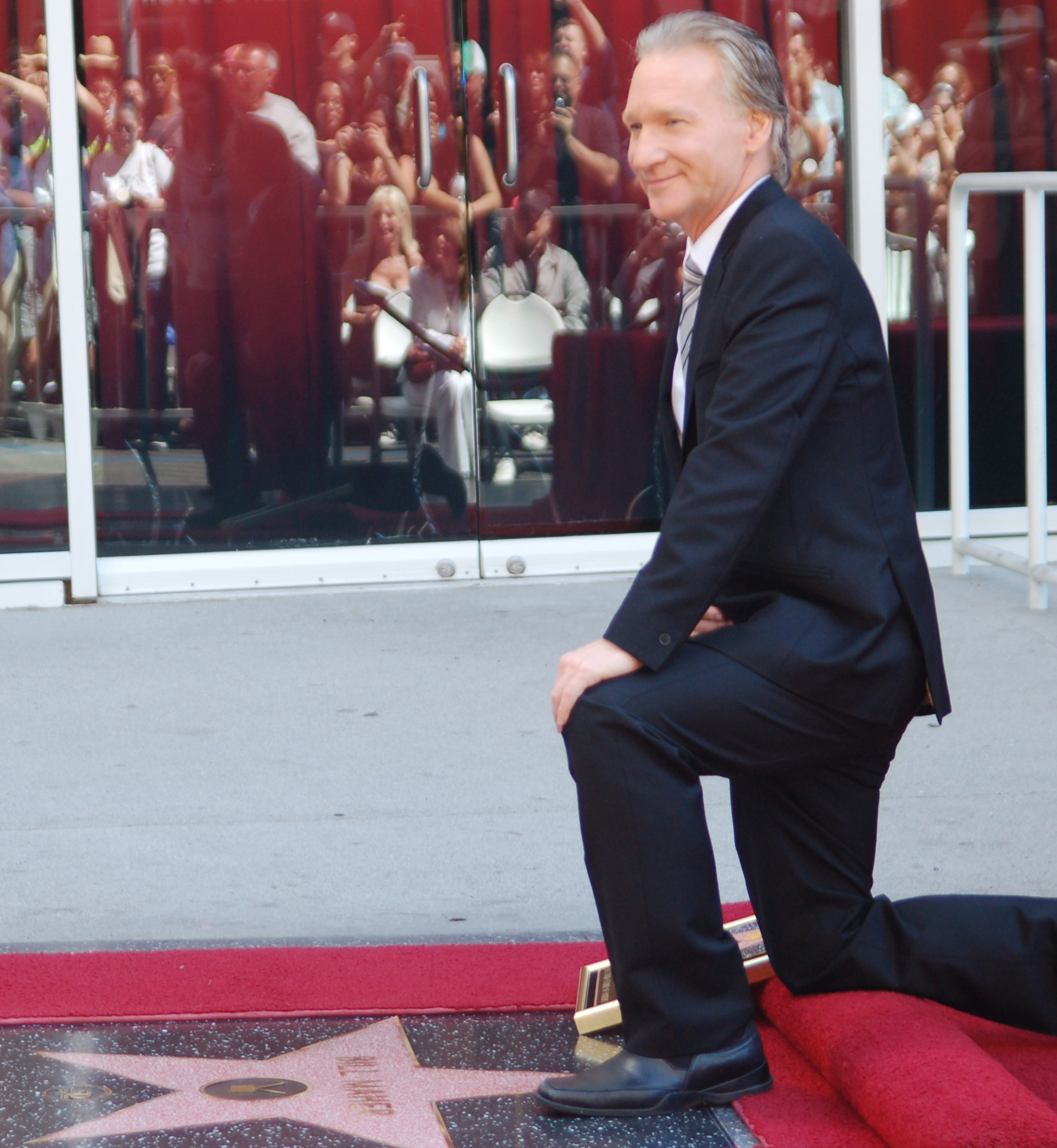
Maher a Hollywoodi hírességek sétányán elhelyezett csillaga mellett 2010 szeptemberében.

Maher soha nem nősült meg. A házassággal kapcsolatban Maher a weboldalán így idézi: "Én vagyok az utolsó fickó a barátaim közül, aki soha nem nősült meg, és a feleségeik - nem akarják, hogy játszadozzanak velem. Olyan vagyok, mint a szökött rabszolga - a szabadság híreit hozom".
2003-ban kezdett el randizni az egykori Playboy kiber lány Coco Johnsennel. 2004 novemberében, 17 hónapos kapcsolatuk végén Johnsen 9 millió dollárra perelte Mahert "fájdalom és szenvedés" címén az állítólagos "sértő, megalázó és lealacsonyító rasszista megjegyzések" miatt. A perben azt állította, hogy Maher megígérte, hogy feleségül veszi őt és gyermekei apja lesz, anyagilag támogatja őt és házat vesz neki Beverly Hillsben. Johnsen keresetében azt is állította, hogy a nő otthagyta légiutas-kísérőként és alkalmi modellként végzett munkáját, hogy a férfival lehessen. Maher ügyvédei 2004. november 23-án a Los Angeles megyei felsőbíróságon benyújtott válaszukban azt mondták, hogy Maher "megrögzött egyedülálló, méghozzá nagyon nyilvános férfi", aki "soha nem ígérte meg, hogy feleségül veszi [Johnsent] vagy hogy gyermeket szeretne tőle". Maher beadványában az áll, hogy miután a kapcsolat véget ért, Johnsen "kampányt indított, hogy Bill Mahert lejárassa, megalázza és nevetségtelen összegeket zsaroljon ki tőle". Johnsen korábban, 1997-ben egy másik korábbi barátját nemi erőszakkal és emberrablással vádolta meg, de a vádakat később bizonyíték hiányában ejtették. A pert 2005. május 2-án elutasították.
2005-ben Maher elkezdett randizni Karrine Steffansszel, bestseller íróval és egykori hip-hop modellel.
Amikor a kommentelők felvetették, hogy a randevúzásban van valami összefüggés, mert a barátnője és a korábbi barátnője is fekete volt, Maher azt mondta: "Az emberek azt mondják, hogy a fekete nőkre bukom. Robert De Niro is a fekete nőkre bukik. Én csak olyan nőkre vagyok kíváncsi, akik valódiak, és történetesen feketék." 2009 és 2011 között Maher a korábbi adjunktus professzorral, tudományos oktatóval és a jelenlegi Skeptics' Guide to the Universe társ-műsorvezetőjével, Cara Santa Mariával járt. 2014-ben Maher az ontariói születésű énekesnővel, Anjulie Persauddal járt.
2012-ben Maher kisebbségi tulajdonrészt vásárolt a New York Metsben.
2021. május 13-án Maher COVID-19 tesztje pozitív lett. Az adott heti showfelvételt ezt követően törölték.